# Makora calypso
Pour les articles homonymes, voir Calypso (homonymie).
Espèce
Synonymes
- Ixeuticus calypso Marples, 1959

Makora calypso est une espèce d'araignées aranéomorphes de la famille des Desidae.

## Distribution
Cette espèce est endémique de Nouvelle-Zélande.

## Description
Le mâle mesure 5,0 mm et la femelle 5,56 mm.

## Publication originale
- Marples, 1959 : The dictynid spiders of New Zealand. Transactions of the Royal Society of New Zealand, vol. 87, p. 333-361 (texte intégral).